# Liste der Monuments historiques in Frans
Die Liste der Monuments historiques in Frans führt die Monuments historiques in der französischen Gemeinde Frans auf.

## Liste der Bauwerke
| Bezeichnung       | Beschreibung   | Standort | Kennzeichnung | Schutzstatus | Datum | Bild           |
| ----------------- | -------------- | -------- | ------------- | ------------ | ----- | -------------- |
| Kirche St-Étienne | Erbaut um 1500 | (Lage)   | PA00116404    | Inscrit      | 2008  | weitere Bilder |

## Liste der Objekte

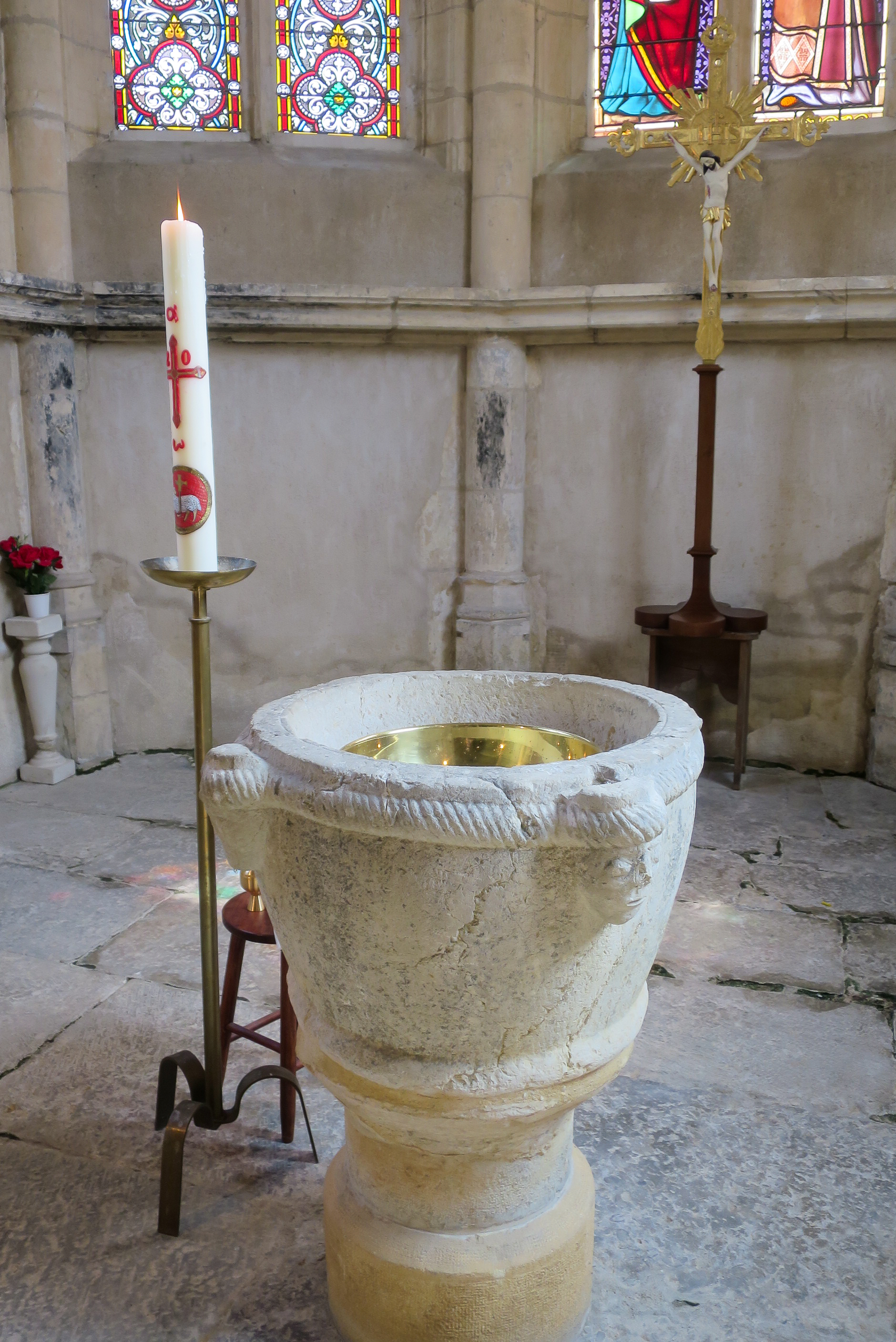
Romanisches Taufbecken in der Kirche St-Étienne, 12. Jahrhundert

- Monuments historiques (Objekte) in Frans in der Base Palissy des französischen Kultusministeriums